# Alberto Zaccheroni
Alberto Zaccheroni (født 1. april 1953) er en italiensk fodboldspiller. Han var i perioden 2010-2014 træner for Japans fodboldlandshold.